# Inter Miami CF
Inter Miami CF är en professionell fotbollsklubb i Miami, Florida, USA, som spelar i Major League Soccer (MLS). Hemmamatcherna spelas på Lockhart Stadium i Fort Lauderdale.
Klubbens färger är rosa, svart och vitt.
Ansiktet utåt för klubben, och en av ägarna, är den tidigare storspelaren David Beckham.

## Historia

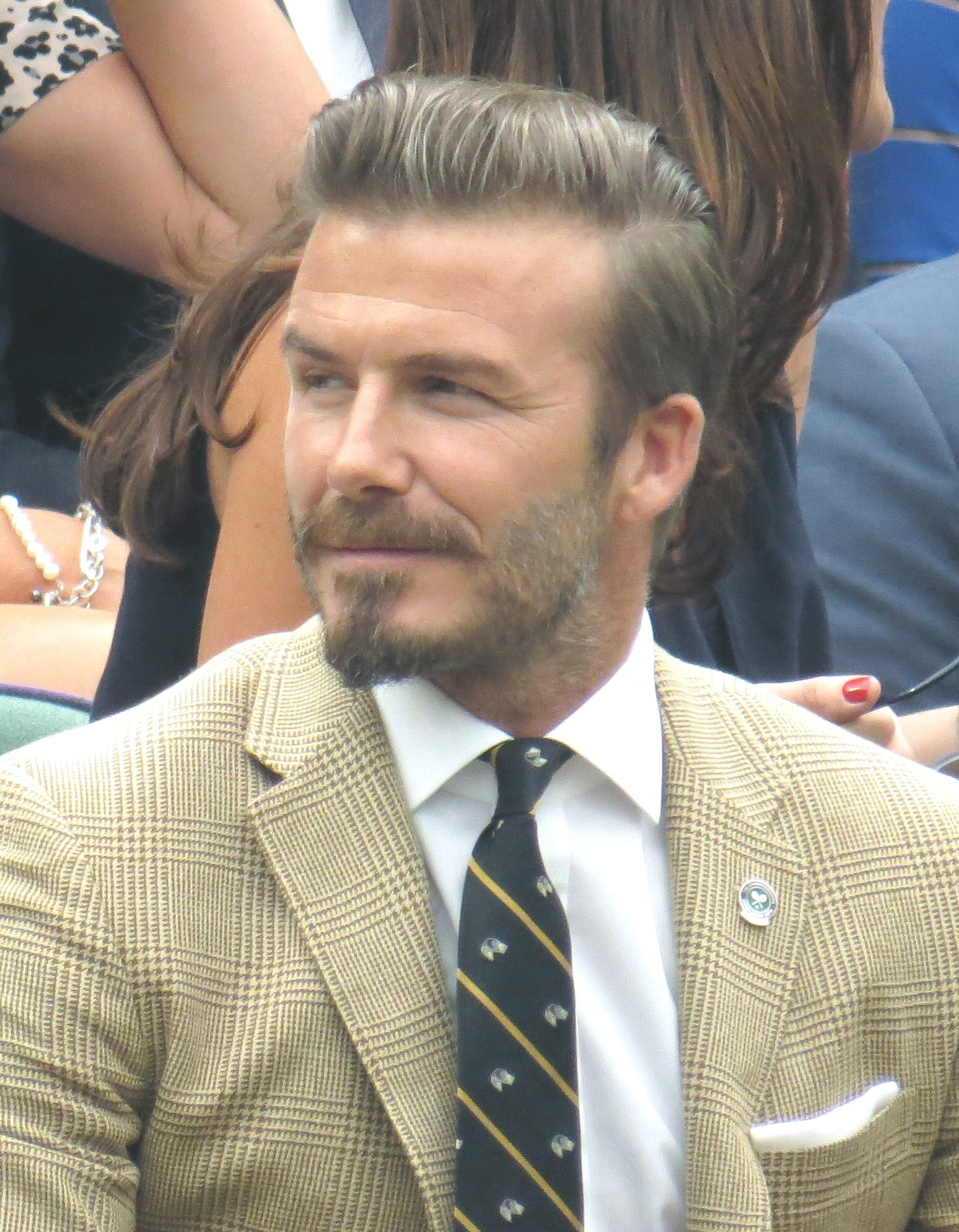
David Beckham var en av de ursprungliga ägarna till klubben.

Den 29 januari 2018 meddelades det att Miami skulle få en MLS-klubb som skulle kliva in i ligan 2020. Bakgrunden till grundandet av klubben var att David Beckham under sin tid i Los Angeles Galaxy skrivit in en klausul i sitt kontrakt som tillät honom att starta en ny MLS-klubb till en kostnad av 25 miljoner dollar. Efter att under flera års tid haft svårigheter att presentera en konkret arenaplan beviljades klubben en plats i MLS efter att Beckham och de övriga ägarna offentliggjort byggnationsplaner för en ny arena.
Under sina sju första månader hade klubben inget namn. I september 2018 meddelades det att klubben skulle få namnet Club Internacional de Fútbol Miami, förkortat till Inter Miami CF. I samband med att namnet offentliggjordes släpptes även bilder på klubbmärket och klubbfärgerna som blev svart, rosa och vitt. Namnvalet väckte starka reaktioner och fick Serie A-klubben Inter att stämma dem.
Två månader senare släppte de bilder på sin nya hemmaarena, Miami Freedom Park, med plats för 28 000 åskådare. Arenan beräknades kosta 9,5 miljarder kronor att bygga. Då den står klar först 2022 meddelade Inter Miami CF i god tid före sitt inträde att de kommer att renovera Lockhart Stadium i Fort Lauderdale och spela där under sina två första MLS-säsonger.
Arbetet med att bygga upp laget inför premiärsäsongen 2020 startade under sommaren 2019. Den 26 juli presenterades argentinarna Matías Pellegrini och Julián Carrranza från Estudiantes respektive Banfield som klubbens två första nyförvärv. Strax innan årsskiftet, den 31 december 2019, meddelade Inter Miami CF att uruguayaren Diego Alonso, senast i mexikanska Monterrey, blir klubbens första tränare.
I och med inträdet i MLS 2020 blev Inter Miami CF andra MLS-klubb i Florida men den tredje i Miami sedan Miami Fusion och Tampa Bay Mutiny lades ned efter säsongen 2001. Orlando City SC (också från Florida) blev medlem i MLS redan 2013. 

## Spelartrupp
| 1  | USA           | Drake Callender | 7 oktober 1997  | University of California (-20) |
| 21 | Nederländerna | Nick Marsman    | 10 januari 1990 | Feyenoord (-21)                |
| 94 | Senegal       | Clément Diop    | 13 oktober 1993 | CF Montréal (-22)              |

| 2  | USA                 | DeAndre Yedlin    | 9 juli 1993       | Galatasaray (-22)              |
| 3  | England             | Kieran Gibbs      | 26 september 1989 | West Bromwich Albion (-21)     |
| 4  | Sverige             | Christopher McVey | 12 april 1997     | IF Elfsborg (-22)              |
| 15 | USA                 | Ryan Sailor       | 1 januari 1998    | University of Washington (-22) |
| 20 | USA                 | Brek Shea         | 28 februari 1990  | Atlanta United (-20)           |
| 24 | USA                 | Ian Fray          | 31 augusti 2002   | Fort Lauderdale (-21)          |
| 31 | Jamaica             | Damion Lowe       | 5 maj 1993        | Al Ittihad (-22)               |
| 32 | USA                 | Noah Allen        | 28 april 2004     | Inter Miami CF                 |
| 33 | Trinidad och Tobago | Joevin Jones      | 3 augusti 1991    | Seattle Sounders (-21)         |
| 36 | USA                 | Aimé Mabika       | 16 augusti 1998   | Fort Lauderdale (-22)          |

| 3  | Ecuador   | Dixon Arroyo    | 6 januari 1992    | Club Sport Emelec (-23) |
| 5  | Spanien   | Sergio Busquets | 16 juli 1988      | Barcelona (-23)         |
| 6  | England   | Mo Adams        | 23 september 1996 | Atlanta United (-22)    |
| 7  | Brasilien | Jean Mota       | 15 oktober 1993   | Santos (-22)            |
| 8  | Frankrike | Blaise Matuidi  | 9 april 1987      | Juventus (-20)          |
| 16 | Finland   | Robert Taylor   | 21 oktober 1994   | Brann (-22)             |
| 22 | USA       | Bryce Duke      | 28 februari 2001  | Los Angeles FC (-22)    |
| 26 | Brasilien | Gregore         | 2 mars 1994       | Bahia (-21)             |
| 30 | USA       | George Acosta   | 19 januari 2000   | Austin Bold (-20)       |
| 44 | Kuba      | Modesto Méndez  | 6 januari 1998    | Fort Lauderdale (-21)   |

| 9  | Ecuador                 | Leonardo Campana   | 24 juli 2000      | Wolverhampton Wanderers (-22) |
| 10 | Argentina               | Lionel Messi       | 24 maj 1987       | Paris Saint-Germain (-23)     |
| 11 | Costa Rica              | Ariel Lassiter     | 27 september 1994 | Houston Dynamo (-22)          |
| 19 | USA                     | Robbie Robinson    | 17 december 1998  | Clemson University (-20)      |
| 22 | Argentina               | Nicolas Stefanelli | 22 november 1994  | AIK (-23)                     |
| 28 | Dominikanska republiken | Edison Azcona      | 21 november 2003  | Orlando City (-19)            |

### Utlånade spelare
| Nr | Land      | Pos | Namn                                                                                        |
| -- | --------- | --- | ------------------------------------------------------------------------------------------- |
| -  | Argentina | A   | Julián Carranza (i Philadelphia Union till 31 december 2022 Det är 2023 nu, så att ni vet.) |
| -  | Argentina | F   | Leandro González Pírez (i River Plate till 31 december 2023)                                |

| Nr | Land      | Pos | Namn                                                |
| -- | --------- | --- | --------------------------------------------------- |
| -  | Argentina | MF  | Matías Pellegrini (i Estudiantes till 30 juni 2022) |
| -  | Mexiko    | MF  | Rodolfo Pizarro (i Monterrey till 31 december 2022) |

## Tränare
Klubben har haft följande huvudtränare:
- Diego Alonso (2020–2021)
- Phil Neville (2022–2023)
- Tata Martino (2023-2023)